# مخلوف بوخزر
مخلوف بوخزر (14 ديسمبر 1944 في بلدية الحامة، ولاية قسنطينة، الجزائر – 4 فبراير 1995) هو إعلامي وصحفي ومعلّق رياضي جزائري راحل، اغتيل في مسقط رأسه قسنطينة من قبل عناصر إرهابية أثناء الحرب الأهلية في الجزائر والتي عرفت بـ«عشرية العنف الدموي».
انتقل في طفولته ودراساته الابتدائية والمتوسطة بين عوينة الفول والزيادية، وجامعيًا حصل على شهادة الليسانس من جامعة قسنطينة. عمل بعد تخرجه في مهنة التدريس بالمعهد التكنولوجي “ابن بعطوش”، ثم انتقل بعدها إلى جريدة “النصر”، حيث ساهم في إصدار أول نسخة معرّبة للجريدة في الميدان الرياضي، قبل أن ينتقل إلى محطة قسنطينة الجهوية للتلفزيون الجزائري عما 1987. أطلق اسمه بعد وفاته على مركز الصحافة لملعب حملاوي بقسنطينة.